# Đỗ Hằng Nham
Đỗ Hằng Nham (tiếng Trung: 杜恒岩; bính âm: Dù Héngyán; sinh tháng 7 năm 1951) là Thượng tướng Quân Giải phóng Nhân dân Trung Quốc. Từ năm 2016 đến 2017, ông là Phó Chủ nhiệm Bộ Công tác Chính trị Quân ủy Trung ương Trung Quốc. Trước đó, ông là Phó Chủ nhiệm Tổng cục Chính trị Quân Giải phóng Nhân dân Trung Quốc và Chính ủy Quân khu Tế Nam.

## Thân thế và binh nghiệp
Đỗ Hằng Nam gia nhập năm 1969. Năm 1970, gia nhập Đảng Cộng sản Trung Quốc. Ông từng học tập tại Đại học Quốc phòng Trung Quốc, trường Đại học Công nghệ Quốc phòng Trung Quốc, Trường Đảng Trung ương Đảng Cộng sản Trung Quốc. Ông phục vụ tại Quân khu Thẩm Dương, sau đó là Quân khu Bắc Kinh.
Năm 1996, nhậm chức Phó Chính ủy Tập đoàn quân 28 Lục quân. Năm 1998, ông được thăng cấp Thiếu tướng. Năm 2000, bổ nhiệm giữ chức Chính ủy Tập đoàn quân 65 Lục quân.
Năm 2005, nhậm chức Phó Chính ủy Quân khu, Bí thư Ủy ban kiểm tra kỷ luật Quân khu Tế Nam. Năm 2007, thăng quân hàm Trung tướng. Tháng 10 năm 2007, tại Đại hội Đảng Cộng sản Trung Quốc lần thứ 17, Đỗ Hằng Nham được bầu làm Ủy viên Ủy ban Kiểm tra Kỷ luật Trung ương Đảng Cộng sản Trung Quốc.
Năm 2010, bổ nhiệm giữ chức Chính ủy Quân khu Tế Nam. Tháng 7 năm 2012, phong quân hàm Thượng tướng, đồng thời bổ nhiệm giữ chức Phó Chủ nhiệm Tổng cục Chính trị Quân Giải phóng Nhân dân Trung Quốc, tiền thân của Bộ Công tác Chính trị. Tháng 11 năm 2012, tại Đại hội Đảng Cộng sản Trung Quốc lần thứ 18, Đỗ Hằng Nham được bầu làm Ủy viên Ban Chấp hành Trung ương Đảng Cộng sản Trung Quốc khóa XVIII.
Tháng 2 năm 2016, bổ nhiệm giữ chức Phó Chủ nhiệm Bộ Công tác Chính trị Quân ủy Trung ương Trung Quốc.